# Божаткин, Михаил Иванович
Михаил Иванович Божаткин (11 ноября 1920, Дубровка, Тверская губерния — 22 февраля 2010, Николаев) — советский и украинский русскоязычный писатель, поэт и журналист. Член Союза журналистов СССР и Союза писателей СССР с 1962 года. Почётный гражданин города Николаева (2004).

## Биография
Родился 11 ноября 1920 года в селе Дубровка (ныне — в Кимрском округе, Тверская область. Трудовую деятельность начал в 1935 году. Окончил курсы счетоводов. В 1938 году по комсомольскому набору добровольцем вступил в Черноморский флот ВМФ СССР.
Участник Великой Отечественной войны с июня 1941 года. Был радистом на торпедных катерах, участвовал в обороне Одессы, Севастополя, Кавказа. Инвалид войны.
В послевоенные годы работал в колхозе, на строительстве, заочно окончил Николаевский педагогический институт.
В 1950—1963 годах работал журналистом николаевской областной газеты «Южная правда». С 1963 по 1975 годы — собственный корреспондент ТАСС-РАТАУ по Николаевской области.
После создания в 1974 году Николаевской областной организации Союза писателей УССР стал её ответственным секретарём. Приложил значительные усилия для становления и развития организации, оставаясь в должности до 1986 года.
Умер 22 февраля 2010 года, похоронен в Николаеве. В Николаеве на доме, в котором писатель жил с 1971 по 2010 годы (улица Потёмкинская, 81/83), открыта памятная доска. Автор — В. Ю. Макушин.

## Литературная деятельность
Впервые печататься начал в 1945 году, когда в газете «Красный черноморец» появилась его статья.
Работал журналистом в газете «Бугская заря», был редактором многотиражки «Коммунаровец» судостроительного завода имени 61 коммунара.
Много лет посвятил поиску имён воинов десанта Ольшанского. Только в 1965 году удалось установить, кто был проводником отряда. Звание Героя Советского Союза Андрею Андрееву присвоили 8 мая 1965 года посмертно. Имена ефрейтора Чекунова, старшего сержанта Самойлова, сержанта Русина, капитана Монастырских высечены на гранитном надгробии мемориала лишь в 1992 году. Раньше на этих надгробиях была надпись «Неизвестный десантник». Результаты поисков обобщены им в документальной повести «Десант принимает бой» (1998).
Принимал активное участие в подготовке энциклопедического словаря «Николаевцы» (1999).
Основная тема произведений Божаткина — морская романтика, история Николаевщины. Произведения писателя переведены на украинский и молдавский языки.

## Награды и почётные звания
Награждён орденами Трудового Красного Знамени, Отечественной войны I и II степени, «Знак Почёта», медалями, среди которых: «За отвагу», «За боевые заслуги», «За оборону Одессы», «За оборону Севастополя», «За оборону Кавказа».
Также награждён Почётной грамотой Президиума ВС УССР (1980), Большой серебряной и Малой бронзовой медалями ВДНХ СССР.
Решением Николаевского городского совета от 25 марта 2004 года № 19/2 Божаткину присвоено звание «Почётный гражданин города Николаева».

## Работы
- Божаткин М. И. В море. Рассказы. — Одеса: Маяк, 1957.
- Божаткин М. И. Морская романтика. Рассказы. — М., 1958.
- Божаткин М. И. Перелом. Повесть. — Киев, 1958.
- Божаткин М. И. Взрыв в бухте Тихой. Повесть, рассказы. — Херсон, 1960.
- Божаткин М. И. Крылья крепнут в полете. Док. повесть. — Херсон, 1963.
- Божаткин М. И. Диана со шрамом. Повесть, рассказы. — Одеса: Маяк, 1964.
- Божаткин М. И. Легенда старого Чеколтана. Повести. — Киев, 1965.
- Божаткин М. И. «Краб» уходит в море. Роман. — Одеса: Маяк, 1967.
- Божаткин М. И. Взрыв в бухте Караташ. Повесть, рассказы. — М., 1967.
- Божаткин М. И. Батальон принимает бой. Роман. — Киев, 1968.
- Божаткин М. И. Прорыв. Повесть. — М., 1969.
- Божаткин М. И. Поручение военмора Недоли. Повесть. — Одеса: Маяк, 1971.
- Божаткин М. И. Там, где приспускается флаг — Одеса: Маяк, 1972.
- Божаткин М. И. Последний рейс «Доротеи». Повесть. — М., 1975.
- Божаткин М. И. Флаг на гафеле. Повесть. — М., 1977.
- Божаткін М. І. Десант героїв — Одеса: Маяк, 1977.
- Божаткин М. И. Крепость у моря. Роман. — Киев, 1980.
- Божаткин М. И. Треугольник Денеба. Роман. — Одеса: Маяк, 1980.
- Божаткин М. И. Дальние берега. Роман. — Киев, 1982.
- Божаткин М. И. Кладоискатели. Повести. — Одеса: Маяк, 1983.
- Божаткин М. И. Мирный атом. Док. повесть. — Киев, 1983.
- Божаткин М. И. «Краб» уходит в море. Роман. — Киев: Дніпро, 1985.
- Божаткин М. И. Огненная полоса. Повести. — Одеса: Маяк, 1986.
- Божаткин М. И. Избранные произведения. — Киев: Дніпро, 1990.
- Божаткин М. И. По старым фарватерам. Роман. — Киев: Украинський письменник, 1995.
- Божаткин М. И. Десант принимает бой: документальная повесть — Николаев: Возможности Киммерии, 1998.